# Bezsensu
Bezsensu – polski zespół muzyczny wykonujący muzykę alternatywną, założony w Zielonej Górze w 2010.

## Historia
Mimo że zespół istnieje od 2006 roku, założony przez Arkadiusza Tydę, to dopiero dołączenie nowego wokalisty Krzysztofa Garbaciaka w 2010 roku uznaje się za oficjalne rozpoczęcie działalności grupy. W tym samym roku skład uzupełnił również basista Marcin Gryszczuk.
W 2011 roku zespół został laureatem konkursu organizowanego przez Machinę „Scena Machiny”, gdzie w nagrodę supportował Myslovitz w Stodole w Warszawie. Przewodniczącym jury był Piotr Metz. Tego samego roku utwór Niezawieszenie z nowym wokalistą, zdobył II miejsce w plebiscycie portalu Uwolnij Muzykę na Piosenkę Roku 2011. Jury plebiscytu na „Najlepszy Lubuski Zespół Nie Tylko Rockowy” w roku 2011 przyznało Bezsensu I miejsce. Piosenka Czy jedziesz ze mną? 2 zdobyła w 2012 roku I miejsce w konkursie Machiny „Letni Hit Machiny”.
W 2012 roku zespół zagrał na Open’er Festival w Gdyni, oraz na Slot Art Festival.
W marcu 2013 roku ukazała się debiutancka płyta grupy Co tam myślisz? wydana nakładem Fonografiki. Płyta uzyskała bardzo dobre recenzje w Magazynie Gitarzysta, na łamach gazety Teraz Rock, w serwisie Szafa Muzyczna, czy w portalu We Are From Poland. Tego samego roku można było usłyszeć utwory zespołu stacji radiowej Eska Rock w audycji Poduszkowiec.
W roku 2014 zespół rozpoczął pracę nad kolejnym albumem pod okiem Jacka Szabrańśkiego, znanego z The Car Is On Fire. Nagrań dokonano w studiu Sound And More oraz w leśnej chacie w miejscowości Dzielnik pod Warszawą. Zespół został również zaproszony do Radiowej Trójki do audycji Offensywa, z Piotrem Stelmachem. Zespół dwukrotnie tworzył oprawę Orlen Warsaw Marathon w 2014 i 2015 roku. W lipcu 2014 do grupy dołączył perkusista Jakub Lechki.
W maju 2015 roku, dzięki pomocy finansowej fanów, przez akcję crowdfundingową portalu Polakpotrafi.pl zespołowi udało się dokończyć drugą płytę Wszystko i nie tylko wszystko, która ukazała się nakładem Luna Music. Masteringiem płyty zajęli się Błażej Domański ze studia S7 oraz Simon Davey znany ze współpracy z Franzem Ferdinandem, The xx czy Calvinem Harrisem. Płyta zebrała dobre recenzje.
W maju 2015 sylwetka zespołu została przedstawiona w środowym wydaniu Teleexpressu, przez Marka Sierockiego.
W lipcu 2015 zespół zagrał na Jarocin Festiwal 2015. W sezonie koncertowym 2015-2016 Bezsensu supportowało Happysad na trasie Tańczmy tour.
W 2016 roku nowym perkusistą został Karol Niewiadomski. We wrześniu 2016 roku grupa została jednym z laureatów Festiwalu supportów w ramach Hejfestu w trakcie którego supportowała zespoły Bracia, Mela Koteluk, Perfect oraz LemON.

## Skład
- Krzysztof Garbaciak – śpiew, gitary, instrumenty klawiszowe, perkusjonalia
- Arkadiusz Tyda – gitary, melodyka, perkusjonalia, śpiew, teksty
- Marcin Gryszczuk – gitara basowa, gitary, perkusjonalia, śpiew
- Karol Niewiadomski – perkusja, śpiew, sample
- Wojciech Konopko – klawisze, sample